# Sanjuanada
Ne doit pas être confondu avec Sanjurjada.
La Sanjuanada fut une conspiration pour renverser le gouvernement d'Espagne dans la nuit du 24 juin 1926, c'est-à-dire durant la nuit de la Saint Jean, San juan en espagnol, d'où son nom.

## Histoire
L'objectif de l'opération, qui prend la forme d’un pronunciamiento libéral classique à la manière du XIXe siècle, était d'expulser du pouvoir Primo de Rivera et de confier la présidence du gouvernement au général Aguilera, qui restaurerait la Constitution de 1876.
Les militaires qui dirigèrent la tentative furent les généraux Valeriano Weyler et Aguilera, avec l'appui des généraux Riquelme, Batet, gouverneur militaire de Tarragone et Gil Dolz del Castellar, capitaine général de Valladolid, d'autres groupes militaires de Madrid, Valence, Galice et Catalogne, deux ou trois régiments de Madrid, des troupes de Galice, d'Andalousie, de Catalogne et de Saragosse ainsi que des marins de Cadix et Carthagène.[réf. nécessaire]
La Sanjuanada échoua car ses responsables furent découverts et arrêtés.